# Převýšov (nádraží)
Převýšov je železniční stanice v obci Převýšov v okrese Hradec Králové. Leží v km 18,300 železniční trati Velký Osek – Choceň. Stanice byla otevřena v roce 1888 spolu s tratí z Velkého Oseka do Chlumce nad Cidlinou. 

## Historie
Původní nádraží bylo v hájence hraběte Kinského, který ji daroval včetně pozemků pro výstavbu dráhy. Dřívější název zastávky byl např.  Žiželice (1919–1939), po druhé světové válce do roku 1961 nesla název Žiželice-Převýšov a od roku 1961 Převýšov. V rámci modernizace trati měla být výpravní budova zbořena, protože v jejím místě měla vést nová trať. Proti bourání vznesla protest obec Převýšov, která byla podpořená peticí s více než tisíci podpisy.

## Provozní informace
Stanice má tři dopravní koleje a dvě nástupiště. Je vybavena elektromechanickým zabezpečovacím zařízením se dvěma závislými stavědly (St. 1 a St. 2) u zhlaví. Nové zabezpečovací zařízení by mělo být instalováno  při rekonstrukci železniční trati, které je plánováno do roku 2025. V stanici není možnost zakoupení si jízdenky a trať procházející zastávkou je elektrizovaná stejnosměrným proudem 3 kV. Provozuje ji Správa železnic.

## Výpravní budova
Patrová výpravní budova byla postavena podle plánů Miloše Fikra, architekta Ministerstva železnic ČR. Byla dána do provozu 10. prosince 1931. V budově byly (2021) čtyři byty.

## Doprava
Pro nástup a výstup cestující zde zastavují pouze spěšné vlaky, které jezdí trasu (Čáslav –) Stará Paka – Chlumec nad Cidlinou – Trutnov hl.n. Dále zde projíždí rychlíky na trase Praha – Hradec Králové – Trutnov.

## Tratě
Stanicí prochází tato trať:
- Velký Osek – Hradec Králové – Týniště nad Orlicí – Choceň (č. 020)